# 北海道赤レンガ建築賞
北海道赤レンガ建築賞（ほっかいどうあかれんがけんちくしょう）は、北海道と建築関係団体5者で構成している建築賞。
「地域社会の発展に貢献する創造性豊かな建築物等を表彰すること」を目的にしている。

## 歴代受賞作品
| 受賞回               | 受賞作品名                               | 設計者                                                                         |
| -------------------- | ---------------------------------------- | ------------------------------------------------------------------------------ |
| 平成11年度（1999年） | 鹿追町ピュアモルトクラブハウス           | 倉本龍彦                                                                       |
| 平成12年度（2000年） | 幕別町百年記念ホール                     | 岡田新一                                                                       |
| 平成13年度（2001年） | 公立はこだて未来大学                     | 山本理顕                                                                       |
| 平成14年度（2002年） | 札幌ドーム                               | 原広司                                                                         |
| 平成15年度（2003年） | 真駒内六花亭ホール店                     | 古市徹雄                                                                       |
| 平成16年度（2004年） | モエレ沼公園ガラスのピラミッド           | アーキテクトファイブ・横河特定共同企業体（基本設計：イサム・ノグチ）           |
| 平成17年度（2005年） | 国稀酒造建築群                           | 平尾建築事務所                                                                 |
| 平成18年度（2006年） | 社会福祉法人タラプ 障害児短期治療施設    | 藤本壮介                                                                       |
| 平成19年度（2007年） | 黒松内町立黒松内中学校エコ改修（校舎棟） | アトリエブンク                                                                 |
| 平成20年度（2008年） | 北見信金本店                             | 北海道日建設計                                                                 |
| 平成21年度（2009年） | 岩見沢複合駅舎                           | 西村浩・北海道旅客鉄道                                                         |
| 平成22年度（2010年） | 日本生命札幌ビル                         | 久米設計                                                                       |
| 平成23年度（2011年） | 箱館奉行所                               | 株式会社文化財保存計画協会                                                     |
| 平成24年度（2012年） | サロベツマイハート「夢工房」             | Sa design office                                                               |
| 平成25年度（2013年） | ひがし大雪自然館                         | アトリエアク、基設備研究所、エスフォルム                                       |
| 平成26年度（2014年） | 「川のある駅」JR旭川駅                   | 旭川高架旭川駅舎設計共同企業体                                                 |
| 平成27年度（2015年） | 札幌三井JPビルディング 札幌市北3条広場   | 日本設計、鹿島建設                                                             |
| 平成28年度（2016年） | 北菓楼札幌本館                           | 竹中工務店、安藤忠雄建築研究所                                                 |
| 平成29年度（2017年） | 松前町立松前中学校                       | 象設計集団                                                                     |
| 平成30年度（2018年） | 上士幌町生涯学習センター わっか          | アトリエブンク、金箱構造設計事務所、北海道大学大学院工学研究院建築計画学研究室 |
| 令和元年度（2019年） | 当麻町役場                               | 山下設計北海道支社、柴滝建築設計事務所、山脇克彦建築構造設計                   |